# T矩阵法
过渡矩阵法( T-matrix method, TMM ) 是一种非球形粒子光散射计算方法，最初由彼得·沃特曼（Peter C. Waterman，1928–2012）于 1965 年提出。  该技术也称为零场法和扩展边界条件法 (EBCM)。 该方法通过匹配麦克斯韦方程组解的边界条件得到矩阵元素。它的应用已经扩展到包含占据散射体区域的各种类型的线性介质。 
T-矩阵方法非常高效，已被广泛用于计算单个和复合粒子的电磁散射 。

## T矩阵的定义
入射和散射电场被展开为球面矢量波函数 (SVWF)，这在米散射中也会遇到。它们是矢量亥姆霍兹方程的基本解，可以从球坐标中的标量基本解、第一类球形Bessel 函数和球形 Hankel 函数生成。因此，有两组线性独立的解，分别表示为解析失败 (SVG（MathML可通过浏览器插件启用）：从服务器“http://localhost:6011/zh.wikipedia.org/v1/”返回无效的响应（“Math extension cannot connect to Restbase.”）：): {\displaystyle \mathbf{M}^1,\mathbf{N}^1}
和{\displaystyle \mathbf {M} ^{3},\mathbf {N} ^{3}} 。它们也分别称为常规和外发 SVWF。由此，我们可以将入射场表示为：
{\displaystyle \mathbf {E} _{inc}=\sum _{n=1}^{\infty }\sum _{m=-n}^{n}\left(a_{mn}\mathbf {M} _{mn}^{1}+b_{mn}\mathbf {N} _{mn}^{1}\right).}
散射场以SVWF形式展开：
{\displaystyle \mathbf {E} _{scat}=\sum _{n=1}^{\infty }\sum _{m=-n}^{n}\left(f_{mn}\mathbf {M} _{mn}^{3}+g_{mn}\mathbf {N} _{mn}^{3}\right).}
T 矩阵将入射场的扩展系数与散射场的扩展系数相关联。
{\displaystyle {\begin{pmatrix}f_{mn}\\g_{mn}\end{pmatrix}}=T{\begin{pmatrix}a_{mn}\\b_{mn}\end{pmatrix}}}
T 矩阵由散射体形状和材料决定，对于给定的入射场，可以由此计算散射场。

## T矩阵的计算
计算 T 矩阵的标准方法是零场法，它依赖于 Stratton-Chu 方程。 他们指出，给定体积外的电磁场可以表示为包围体积的表面上的积分，仅涉及表面上场的切向分量。如果观察点位于该体积内，则积分消失。
通过利用散射体表面切向场分量的边界条件，
{\displaystyle \mathbf {n} \times (\mathbf {E} _{scat}+\mathbf {E} _{inc})=\mathbf {n} \times \mathbf {E} _{int}}
和
{\displaystyle \mathbf {n} \times (\mathbf {H} _{scat}+\mathbf {H} _{inc})=\mathbf {n} \times \mathbf {H} _{int}} ,
其中{\displaystyle \mathbf {n} }是散射体表面的法向量，可以根据散射体表面内部场的切向分量推导出散射场的积分表示。可以为入射场导出类似的表示。
通过根据 SVWF 展开内部场并利用它们在球面上的正交性，可以得出 T 矩阵的表达式。也可以从远场数据计算 T 矩阵。 这种方法避免了与零场方法相关的数值稳定性问题。 

可以在网上找到几个用于评估 T 矩阵的数值代码 （页面存档备份，存于）  （页面存档备份，存于）  （页面存档备份，存于） 。
T矩阵还可以用零场法和扩展边界条件法（EBCM）以外的方法求得；因此，术语“T 矩阵方法”是一个宽泛的叫法。